# Museu de Derry Lliure
El Museu de Lliure Derry és un museu de Derry, Irlanda del Nord, sobre el conflicte nord-irlandès de la dècada de 1960 i el moviment nacionalista irlandès al principi de la dècada de 1970. Les exposicions del museu inclouen fotografies, cartells, pel·lícules fotos, cartes i objectes personals. S'hi explica la lluita dels ciutadans catòlics de l'Ulster pels drets civils davant de les polítiques repressives del govern britànic. El museu vol evitar un discurs únic sobre el conflicte nord-irlandès i té com a objectiu donar veu als veïns dels barris de la ciutat que formen la zona anomenada Derry Lliure i que van viure en primera persona els esdeveniments violents.
L'Ulster, província nord-irlandesa situada principalment dins del Regne Unit, ha estat durant dècades una zona de conflicte obert entre els ciutadans republicans (majoritàriament catòlics) i els unionistes (majoritàriament protestants). Un important moviment en favor dels drets civils va ser encapçalat per l'Associació pels Drets Civils d'Irlanda del Nord (NICRA), que comptava amb un gran recolzament popular. Les seves reivindicacions se centraven principalment contra la discriminació dels catòlics. L'any 1972 es produïren detencions massives sense judici de ciutadans irlandesos sospitosos de pertànyer al grup armat IRA. El mateix any durant una manifestació pacífica de la població catòlica tingué lloc un dels capítols més coneguts del conflicte, el Bloody Sunday (Diumenge Sagnant), quan l'exèrcit britànic disparà per aturar la protesta i causà 13 morts entre els participants.